# Lophorrhachia oeorrhoda
Lophorrhachia oeorrhoda là một loài bướm đêm trong họ Geometridae.